# Isabel Bennasar
María Isabel Bennasar Félix (Mahón, 11 de julio de 1963) es una arquitecta y paisajista española.

## Trayectoria
Realizó sus estudios de arquitectura en la Escuela Técnica Superior de Arquitectura de Barcelona de la Universidad Politécnica de Cataluña (1981-1987) y obtuvo el título de Máster de Arquitectura del Paisaje por esta misma universidad en 1997. Bennasar comenzó trabajando en la administración pública en los servicios técnicos del ayuntamiento de Ciudadela en Menorca hasta 1996. Después, y hasta 2003, trabajó en la Mancomunidad de Municipios del Área Metropolitana de Barcelona (MMAMB). Esto le permitió realizar numerosos proyectos de recuperación ambiental mediante el diseño de espacios de uso público. 
Formó parte del estudio Bennasar-Noguera arquitectos hasta 2008, cuando creó su propio estudio de arquitectura. Realiza obras con carácter colaborativo, y suele trabajar de manera multidisciplinar con otros profesionales como biólogos e ingenieros agrónomos.
Ha publicado más de setenta publicaciones entre revistas de arquitectura y libros especializados, como D’A 7 (1991), AW Architektur+Wettbewerbe Housing areas and Housing development 1967 (1996), VIA Arquitectura 6 (1999), On Diseño 214 (2000), Topos 44 (2003) o  Competition 5 (2013). Además ha participado como jurado en premios de arquitectura.

## Premios y obras
Bennasar ha recibido premios y reconocimientos por sus trabajos de arquitectura paisajística, entre los que destaca el segundo Premio Internacional de paisaje Rosa Barba, otorgado el año 2002 en el marco de la Bienal Internacional de Paisaje de Barcelona, por el proyecto de urbanización del parque lineal Riera Canyadó de Badalona (1997-1999). Con este proyecto obtuvo también el segundo premio AIA Continental Europe - International Desing Awards International Desing Awards y fue finalista en los Premios FAD de Arquitectura e Interiorismo de espacios exteriores el año 2000.
En 2008, fue finalista en la VII Bienal Iberoamericana de arquitectura y urbanismo de Lisboa (Portugal) por el diseño del parque del Torrent d’en Farré (2005), un proyecto desarrollado en el marco de recuperación del espacio del Torrent d’en Farré de Esplugas de Llobregat como espacio verde revitalizador del centro de la ciudad.
Ha participado en distintas ediciones de la Bienal Internacional de Paisaje de Barcelona (antigua Bienal Europea de Paisaje) con obras individuales, como la restauración paisajística de Canteras de Marés en 1999; la Plaza Lloreda de Badalona (fase 1 y 2) y el parque Torrent d'en Farré en Esplugas de Llobregat en 2003, arriba mencionado; o el sistema de parques urbanos del centro direccional de Sardañola del Vallés en 2012. También participó con obras colectivas, como la urbanización del sector entre la B500 y la N-II en 1999, la Riera Canyadó en 2001, también arriba mencionado; el Parque del Mil·enari y los Jardines de los Países Catalanes en 2008; el concurso internacional del área ferroviaria de Bari en 2014; y los Jardines del centro histórico del Hospital de la Santa Cruz y San Pablo en 2016.
Con su estudio también ha realizado proyectos de equipamientos públicos, viviendas plurifamiliares y unifamiliares y reformas, algunos de los cuales han sido premiados en el Concurso GISA, el IB Salut o el premio IMPSOL, Concurso GISA, el IB Salut o el premio IMPSOL.